# دینیو (نوادا)
دینیو، نوادا (به انگلیسی: Denio, Nevada) یک سکونتگاه مسکونی در ایالات متحده آمریکا است که در نوادا واقع شده‌است.

## خصوصیات
دینیو ۴۱٫۷ کیلومترمربع مساحت و ۴۷ نفر جمعیت دارد و ۱٬۲۸۲٫۳۱ متر بالاتر از سطح دریا واقع شده‌است.